# Pterogoniadelphus assimilis
Pterogoniadelphus assimilis là một loài Rêu trong họ Leucodontaceae. Loài này được (Müll. Hal.) Ochyra & Zijlstra mô tả khoa học đầu tiên năm 2004.